# Сыдыков, Руслан Джумабаевич
Руслан Джумабаевич Сыдыков (4 января 1975) — киргизский футболист, защитник и полузащитник, футбольный тренер. Выступал за сборную Кыргызстана. Трёхкратный лучший футболист Кыргызстана (2005, 2006, 2008), неоднократный чемпион страны.

## Биография

### Клубная карьера
Начал выступать на взрослом уровне в 1992 году в высшей лиге Кыргызстана в составе ошского «Алая», провёл в команде четыре сезона и дважды (1992, 1993) становился бронзовым призёром чемпионата. С 1996 года в течение полутора лет играл за «Алай» (Гульча).
В ходе сезона 1997 года перешёл в бишкекское «Динамо», с которым трижды становился чемпионом Кыргызстана (1997, 1998, 1999) и один раз — серебряным призёром (2000).
С 2001 года в течение 14-ти сезонов выступал за «Дордой» (Нарын/Бишкек). Много лет был капитаном команды. В составе клуба неоднократно становился чемпионом (2004—2009, 2011—2012) и призёром чемпионата страны, обладателем Кубка Кыргызстана. На международном уровне — победитель (2006, 2007) и финалист (2008, 2009, 2010) Кубка президента АФК. В 2001—2003 годах во время зимних перерывов в чемпионате Кыргызстана выступал за индийский клуб «Хиндустан Аэронотикс Лимитед» из Бангалора.
Трижды признавался лучшим футболистом Кыргызстана — в 2005, 2006 и 2008 годах.
В конце 2013 года завершил игровую карьеру и перешёл на тренерскую работу, в октябре 2014 года в рамках матча Топ-лиги между «Дордоем» и «Алгой» состоялась церемония проводов из большого футбола. Летом 2015 года снова вернулся на поле, когда у его клуба «Ала-Тоо» были проблемы с составом. Свой последний гол в высшей лиге забил в возрасте за 40 лет — 25 августа 2015 года в матче против «Кей Джи Юнайтед».
Выступал в соревнованиях ветеранов, в том числе признавался лучшим защитником ветеранского чемпионата Кыргызстана и играл за ветеранскую сборную страны.

### Карьера в сборной
В национальной сборной Кыргызстана дебютировал 4 июня 1997 года в матче отборочного турнира чемпионата мира против Ирана, отыграв все 90 минут. Участник Кубка вызова АФК 2006 года, сыграл на турнире 5 матчей и стал бронзовым призёром. Свой первый гол за сборную забил 9 мая 2008 года в ворота сборной Бангладеш. Во многих матчах был капитаном сборной (2005—2013).
Всего за сборную Кыргызстана в 1997—2013 годах сыграл 42 матча и забил один гол. По состоянию на 2018 год занимает второе место по числу проведённых матчей за сборную, уступая только Вадиму Харченко (51).
В составе олимпийской сборной участвовал в Азиатских играх 2006 года в качестве одного из трёх футболистов старше 23-х лет.

### Тренерская карьера
В 2015 году входил в тренерский штаб «Ала-Тоо», ассистируя Анарбеку Ормомбекову. По окончании сезона 2015 года стал главным тренером «Ала-Тоо», однако ещё до начала следующего сезона ушёл вслед за Ормомбековым в «Дордой». С июня 2016 по июнь 2017 года работал главным тренером «Дордоя». Осенью 2017 года возглавлял «Дордой-2000» в первой лиге. С 2018 года работает главным тренером бишкекской «Алги».

## Награды
- Почётная грамота Кабинета Министров Кыргызской Республики (7 декабря 2021 года) — за вклад в развитие социально-экономического потенциала Кыргызской Республики, достижения в производственной, воспитательной, общественной деятельности[12]